# Michał Białecki
Michał Białecki (ur. 23 marca 1967 we Wrocławiu) – polski aktor, reżyser, producent.

## Życiorys
W latach 80. XX wieku był instruktorem ZHP (związany z Kręgiem Instruktorów Harcerskich im. Andrzeja Małkowskiego – KIHAM). Pełnił funkcje Drużynowego 91 Wrocławskiej Drużyny Harcerskiej „Busola”, przybocznego 1 Wrocławskiej Drużyny Harcerskiej Wędrowników „Grań”, instruktora Szczepu Harcerskiego „Gniazdo”. W 1984 wraz z pozostałymi instruktorami Szczepu został zawieszony przez Komendanta Wrocławskiej Chorągwi ZHP z powodu obecności na ubiegłorocznym obozie prymasa Józefa Glempa. W 1985 był wysłannikiem na Zlot ZHP poza granicami Kraju pod Nottingham (Anglia), gdzie zdobył – potwierdzony przez Londyńską Komendę Chorągwi Harcerzy – stopień Harcerza Orlego. Był uczestnikiem oraz współorganizatorem „Metody Szkoły Autorskiej”. Od 1981 do 1986 roku, pod kierunkiem Dariusza Łuczaka oraz Daniela Manelskiego, realizował „Metodę” w ramach struktur harcerskich. W roku 1987 pozostawał jedynym aktywnym organizatorem „Metody”. W 1988 r. był członkiem założycielem Autorskiej Szkoły Samorozwoju „ASSA”, prowadzonej przez D. Łuczaka i D. Manelskiego. Był pomysłodawcą i współorganizatorem Spotkań Kameralnych '87 i '88 we Wrocławiu. Był organizatorem Teatru Nieformalnego we Wrocławiu. W latach 1987–1988 był nauczycielem w Przedszkolu nr 87 we Wrocławiu. Jednocześnie studiował na wydziale filologii rosyjskiej Uniwersytetu Wrocławskiego. W latach 1988–1998 pracował jako aktor Teatru Rozrywki w Chorzowie, Teatru KTO w Krakowie, Junges Theater w Getyndze (Niemcy), S-Cord Konzertbüro w Kassel (Niemcy, Austria) oraz La Compagne Gravitation w Besançon (Francja). Był założycielem i prezesem Towarzystwa Aktywności Twórczej „TAT”. Był twórcą i dyrektorem Nowego Teatru, w ramach którego powstała (pierwsza po wojnie) wrocławska Scena Letnia. W latach 2000–2004, na nieczynnej od 22 lat hali basenu nr 4 MZK przy ul. Teatralnej we Wrocławiu, tworzył Centrum Kultury Europejskiej – Nowy Teatr. Od listopada 2008 tworzył we Wrocławiu Teatr Versus. Był współtwórcą międzynarodowych warsztatów teatralnych w Polsce, Niemczech i Holandii. Autor prac: Historia Harcerstwa poza granicami Kraju, tłumaczeń sztuk G. Büchnera, opracowań scenariuszy teatralnych, scenariuszy filmowych oraz tomików poezji.

## Aktor

### Role teatralne

#### Dyplom weryfikacyjny dla aktorów dramatu (Teatr Żydowski w Warszawie)
- Kaligula (Albert Camus), jako Kaligula, reż. Jacenty Jędrusik
- Nikt mnie nie zna (A. hr. Fredro), jako Kacper, reż. Jacenty Jędrusik

#### Junges Theater Göttingen(Niemcy)
- Commedia dell’arte (F. Falciani), jako żołnierz, reż. Fiorello Falciani
- Die Menschen (W. Hasenclever), jako morderca, żebrak, pracownik, reż. D. Danzer
- In der Strafkolonie (F. Kafka), jako oficer, reż. Klaus Berg
- Im Viertel des Mondes (G. Koster), jako Eisenstein, reż. Klaus Berg
- Ein freudiges Ereignis (S. Mrożek), jako obcy, reż. Volkmar Rühler
- Zemsta nietoperza (J. Strauss), jako żaba, reż. Klaus Berg
- Geschwister Tanner (R. Walser), jako Aggapaia, opiekun medyczny, reż. Paul Weibel
- Die Hardy Man Show (N. Hilmann), jako Hardy Man, reż. Klaus Berg
- Opera za trzy grosze (B. Brecht / K. Weill), jako Tiger Brown, reż. Johannes Lepper
- Unheilbar deutsch (P. Sichrowsky), jako student, reż. Henning Schimke
- Nathan/Hamlet/Essenz (G. E. Lessing / W. Shakespeare), jako sułtan Saladyn, reż. Marcus Lachmann
- Saloon ohne Wiederkehr, jako Hickup, reż. Theresia Walser
- The Black Rider (W. Burroughs), jako Robert, reż. Klaus Berg
- Leonce und Lena (G. Büchner), jako Valerio, reż. Stefan Maurer

#### S-CORD Konzertbüro Kassel (Niemcy / Austria)
- Die Schlümpfe kommen in die Stadt!, jako duży smerf, reż. J. Lang (światowa prapremiera sceniczna)

#### La Compagne Gravitation Besançon (Francja)
- Invitation an voyage (J. Ch. Thomas), jako Comte Pierre, reż. Jean Charles Thomas

#### Teatr Rozrywki Chorzów
- Betlejem polskie (L. Rydel), jako Stachu, Powstaniec, reż. Marcel Kochańczyk
- Kraina 105 tajemnicy (Z. Żakiewicz), jako Trachtrachacz, reż. Marcel Kochańczyk
- Ocean niespokojny (A. Wozniesienski / A. Rybnikow), jako żebrak, marynarz, reż. Zbigniew Marek Hass
- Oh, what a lovely war! (J. Litllewood), jako oficer, reż. Józef Skwark
- Kram z piosenkami (L. Schiller), jako Rudy Rydz, Tyciuteńki, reż. Jacenty Jędrusik
- Firma (M. Hemar), jako inspicjent, reż. Maciej Korwin
- Monachomachia (I. Krasicki), jako Braciszek Biały, reż. Jerzy Zoń
- Czarodziej z krainy OZ (F. Baum), jako burmistrz, reż. Dariusz Miłkowski
- Opera za trzy grosze (B. Brecht/K. Weill), jako Kuba „Krzywy Paluch”, reż. Marcel Kochańczyk
- Złota różdżka scen (J. Bielunas), jako muz. M. Materna (Bliźniak), reż. Jerzy Bielunas

#### Nowy Teatr Wrocław
- Fikcyjne Małżeństwo (W. Wojnowicz), jako Otsjebjakin, reż. Michał Białecki
- Leonce i Lena (G. Büchner), jako Lonce, Prezydent, reż. Michał Białecki
- Kolonia karna (F. Kafka), jako oficer, reż. Klaus Berg
- Szczęśliwe wydarzenie (S. Mrożek), jako niemowlę, reż. Wiesław Saniewski

### Filmografia
- Im Angesicht des Verbrechens, reż. Dominik Graf
- Most powietrzny, reż. Dror Zahavi
- Die Mauer – Berlin ’61, reż. Hartmut Schoen
- Nicht alle waren Mörder, reż. Jo Baier
- Die Hölle von Verdun, jako Leutnant Bolensen, reż. Oliver Halmburger / Stefan Brauburger
- My mistrzowie świata, reż. Sebastian Denhardt
- Bezmiar sprawiedliwości jako lekarz sądowy, reż. Wiesław Saniewski
- 997, jako komisarz policji hamburskiej, reż. Michał Fajbusiewicz
- Tango z aniołem, reż. Tomasz Konecki
- Pierwsza miłość, reż. Paweł Chmielewski / Krzysztof Łebski
- Fala zbrodni (odc. 31, 66), reż. Krzysztof Lang, Filip Zylber
- Warto kochać, jako Lipiński, reż. Jan Kidawa – Błoński
- Biuro kryminalne, jako Kazimierz Bereza, reż. Dominik Matwiejczyk
- Szopka noworoczna 2005 M. Wolski (Premier Marcinkiewicz), reż. Marcin Męczkowski (dubbing)
- Zaułek tajemnic, reż. Joanna Lamparska
- Ona, szyny i mury, Wydział Reżyserii Katowice, reż. Maciej Świerzawski
- Tramwaj, Wydział Operatorski Katowice, reż. Rafał Rutkowski
- Gorzkie pomarańcze, Wydział Operatorski Łódź, reż. Monika Kotecka
- Wigilia w okopach (lektor), reż. A. Partridge / TVP Kraków
- Sprawiedliwi – Wydział Kryminalny, jako Stanisław Talar

## Reżyser

### Reżyser teatralny

#### Junges Theater Göttingen (Niemcy)
- Wer war dieser Mensch – eine Sache über Janusz Korczak T. Karren (debiut reżyserski)

#### Nowy Teatr Wrocław
- Leonce i Lena G. Büchner tłum. M. Białecki
- Wyspa A. Fugard, W. Ntshona, J. Kani
- Fikcyjne małżeństwo W. Wojnowicz
- Audiencja V. Havel
- Nikt mnie nie zna A. hr. Fredro
- Skazana według Marii Stuart Fr. Schillera

#### Narodowy Teatr Edukacji Wrocław
- Moja mała ojczyzna C. Skała
- Radio Truskawka C. Skała
- Abecadło Pana Tuwima M. Kucmer
- Tango S. Mrożek
- Pierwsza miłość D. Lemieszek / M. Kucmer
- Śluby panieńskie A. hr. Fredro

#### Wrocławski Teatr Współczesny / Hebbel Theater Am Ufer Berlin
- Transfer! – asystentura reżyserska, reż. Jan Klata

### Reżyser filmowy i telewizyjny
- Reklama społeczna / Ośrodek „Pamięć i Przyszłość” (reżyseria)
- Maulwurf (scenariusz / reżyseria)
- Empfänger (scenariusz / reżyseria)
- Priester (scenariusz / reżyseria)
- Oczami dziecka / Ośrodek „Pamięć i Przyszłość”
- 175/32 / Ośrodek „Pamięć i Przyszłość” (współpraca reżyserska)
- Die Mauer – Berlin 61 / Niemcy / reż. H. Schoen (II reżyser)
- Happy Hour / TV4 / II reżyser
- BAR-Europa reality show / ATM Wrocław (asystentura reżyserska)
- Luftbrücke / Niemcy / reż. D. Zahavi – (1st Set Assistant)

## Producent

### Nowy Teatr Wrocław
- Scena Letnia Nowego Teatru 1999–2004
- Centrum Kultury Europejskiej – Nowy Teatr 2000–2004
- Leonce i Lena G. Büchner, reż. Michał Białecki
- Szczęśliwe wydarzenie S. Mrożek, reż. Wiesław Saniewski
- Spotkanie – czyli kolacja na cztery ręce P. Barz, reż. Monika Dobra
- List A. hr. Fredro
- Szaleństwo we dwoje E. Ionesco, reż. Monika Dobra

### Ruch’s Mad(e) Company e. V.Göttingen(Niemcy)
- The comical history of Don Quixote H. Purcel, reż. Klaus Berg opera komiczna według M. de Cervantes Saavedry / Getynga – Toruń
- La Favola d’Orfeo C. Monteverdi, reż. Klaus Berg – Deutsch – Polnisches Musiktheaterprojekt / Getynga – Wrocław

## Przekład
- G. Büchner Leonce i Lena
- G. Büchner Woyzeck (lista dialogowa do filmu Wernera Herzoga)